# アシュタウン男爵
アシュタウン男爵（英: Baron Ashtown）はイギリスの男爵、貴族。アイルランド貴族爵位。庶民院議員フレデリック・トレンチが1800年に叙位されたことに始まる。クランカーティ伯爵家とは同族。
なお、トレンチ家が男爵位以外に保持する爵位はない。

## 歴史
男爵家の祖フレデリック・トレンチ(1755-1840)はアイルランド庶民院議員を務めた人物である。彼はグレートブリテン王国とアイルランド王国の合同には反対していたが、合同支持に転じる報酬として1800年12月27日にアイルランド貴族爵位の「ゴールウェイ県モートのアシュタウン男爵(Baron Ashtown, of Moate in the County of Galway)」に叙せられた。この爵位には初代男爵の男子が途絶えた場合には、彼の同名の父フレデリック・トレンチ(1724-1797)の直系男子にもその継承を認める特別継承権が定められていた。そのため、初代男爵が嗣子なく1840年に没した後は、1855年に弟フランシスの息子フレデリックへの継承が認められて、彼が2代男爵に確定した。
2代男爵フレデリック(1804-1880)はゴールウェイ県長官を務めた。彼は長男フレデリック・シドニー(1839-1879)に先立たれていたことから、同名の孫フレデリックが爵位を襲った。
3代男爵フレデリック(1868-1946)は、1908年より保守党の政治家として貴族代表議員に選出されて貴族院に籍を置いていたが、1915年に議員欠格事由にあたる破産宣告を受けた。爵位は息子ロバートが継承した。
4代男爵ロバート(1897-1966)には子がなく、爵位は彼の弟ダドリーが相続した。
5代男爵ダドリー(1901-1979)には娘が2人いたが息子はおらず、3代男爵の系統は途絶えた。そのため、爵位は3代男爵の弟ウィリアムの子孫に遡って、クリストファーが継承している。
しかしながら、6代男爵クリストファーは生涯未婚であったためにこの系統も途絶えた。爵位は2代男爵の次男コズビー・トレンチ(1844-1925)の系統に遡って、その子孫ナイジェルが継ぐとともに、この系統で現在まで至っている。
7代男爵ナイジェル(1916-2010)は外交官として駐韓大使や駐ポルトガル大使を歴任した。
その息子である8代男爵ロデリック(1944-)が、2020年現在のアシュタウン男爵家現当主である。
アシュタウン男爵家出身の人物としては、香港総督を務めたデイヴィッド・トレンチが挙げられ、彼は初代男爵の弟の子孫にあたる。
一族のかつての邸宅は、ゴールウェイ県バリナスローに位置したウッドローン・ハウスであったが、4代男爵の代に売却された。
一族と爵位にかかるモットーは、「幸運は善行につき従うもの(Virtutis Fortuna Comes)」。

## アシュタウン男爵（1800年）
- 初代アシュタウン男爵フレデリック・トレンチ (1755–1840)
- 第2代アシュタウン男爵フレデリック・メイソン・トレンチ (1804–1880)
- 第3代アシュタウン男爵フレデリック・オリヴァー・トレンチ（英語版） (1868–1946)
- 第4代アシュタウン男爵ロバート・パワー・トレンチ (1897–1966)
- 第5代アシュタウン男爵ダドリー・オリヴァー・トレンチ (1901–1979)
- 第6代アシュタウン男爵クリストファー・オリヴァー・トレンチ (1931–1990)
- 第7代アシュタウン男爵ナイジェル・クライヴ・コズビー・トレンチ（英語版） (1916–2010)
- 第8代アシュタウン男爵ロデリック・ナイジェル・ゴドルフィン・トレンチ (1944-)

爵位の法定推定相続人は、現当主の息子ティモシー・ロデリック・ハミルトン・トレンチ閣下(1968-)

### 註釈
1. ↑  初代男爵の父フレデリック・トレンチには7人の息子がいたため、結果的にきわめて広範な相続を認める継承規定となっている。
2. ↑  貴族院議員の欠格事由の一つに「不行跡による破産（不運で破産した者を除く）」がある[7]。ただし、貴族院議員はこの当時は原則として終身であったため[7][8]、形式上は3代男爵は破産後も貴族代表議員たりえたが、実質的には官報たるガゼットに示されるとおりに後任の議員(第4代クロフトン男爵)が選出されるに至った[9]。現在は2014年貴族院改革法（英語版）等によって、一定条件下における議員の失職、除名及び登院停止が認められている[8]。